# Palazzo Naselli Crispi

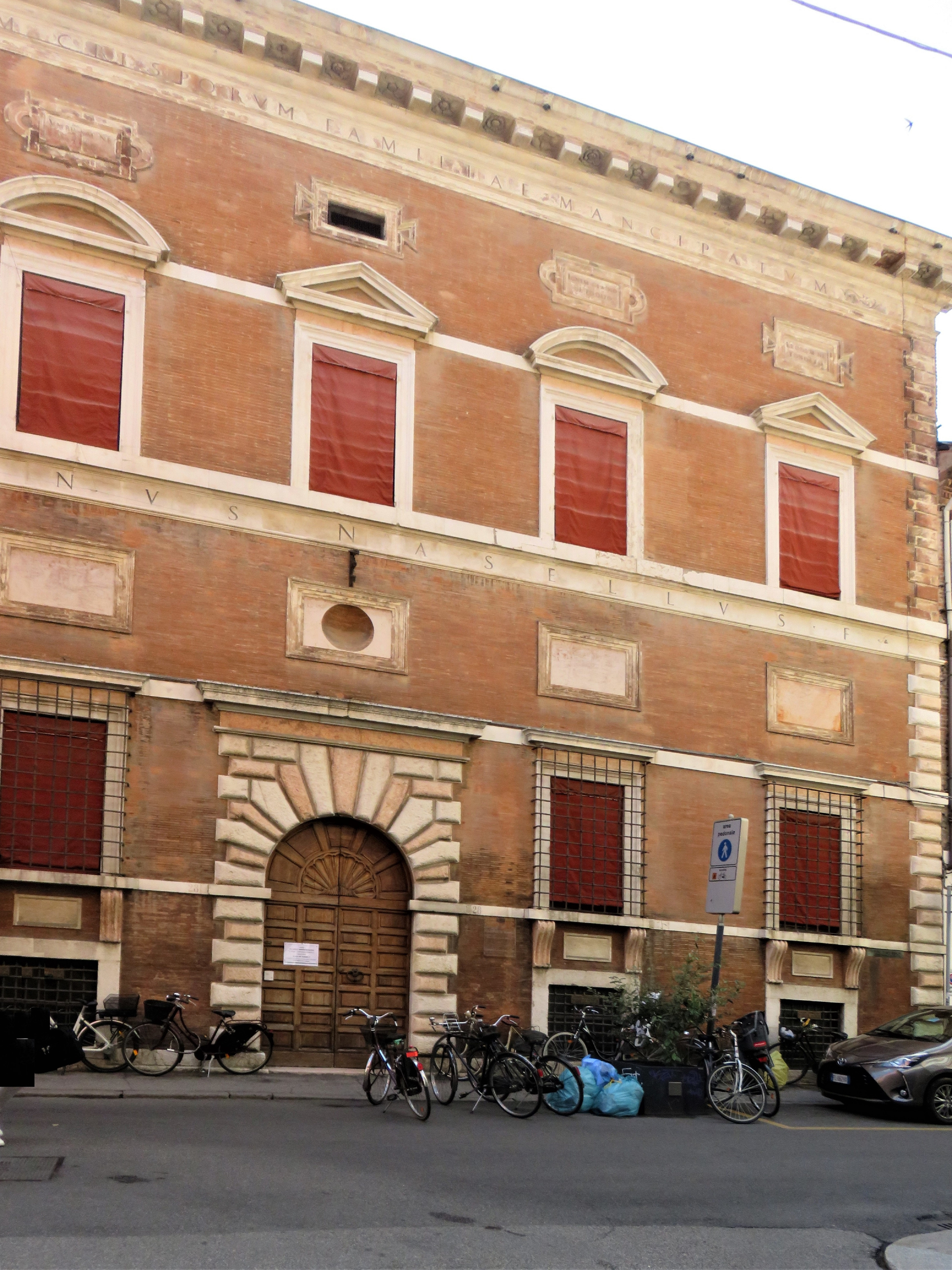
Palazzo Naselli Crispi: Fassade zur Via Borgoleoni.

Der Palazzo Naselli Crispi ist ein Palast aus dem 16. Jahrhundert im Renaissancezentrum von Ferrara in der italienischen Region Emilia-Romagna. Er liegt in der Via Borgoleoni 28.

## Geschichte

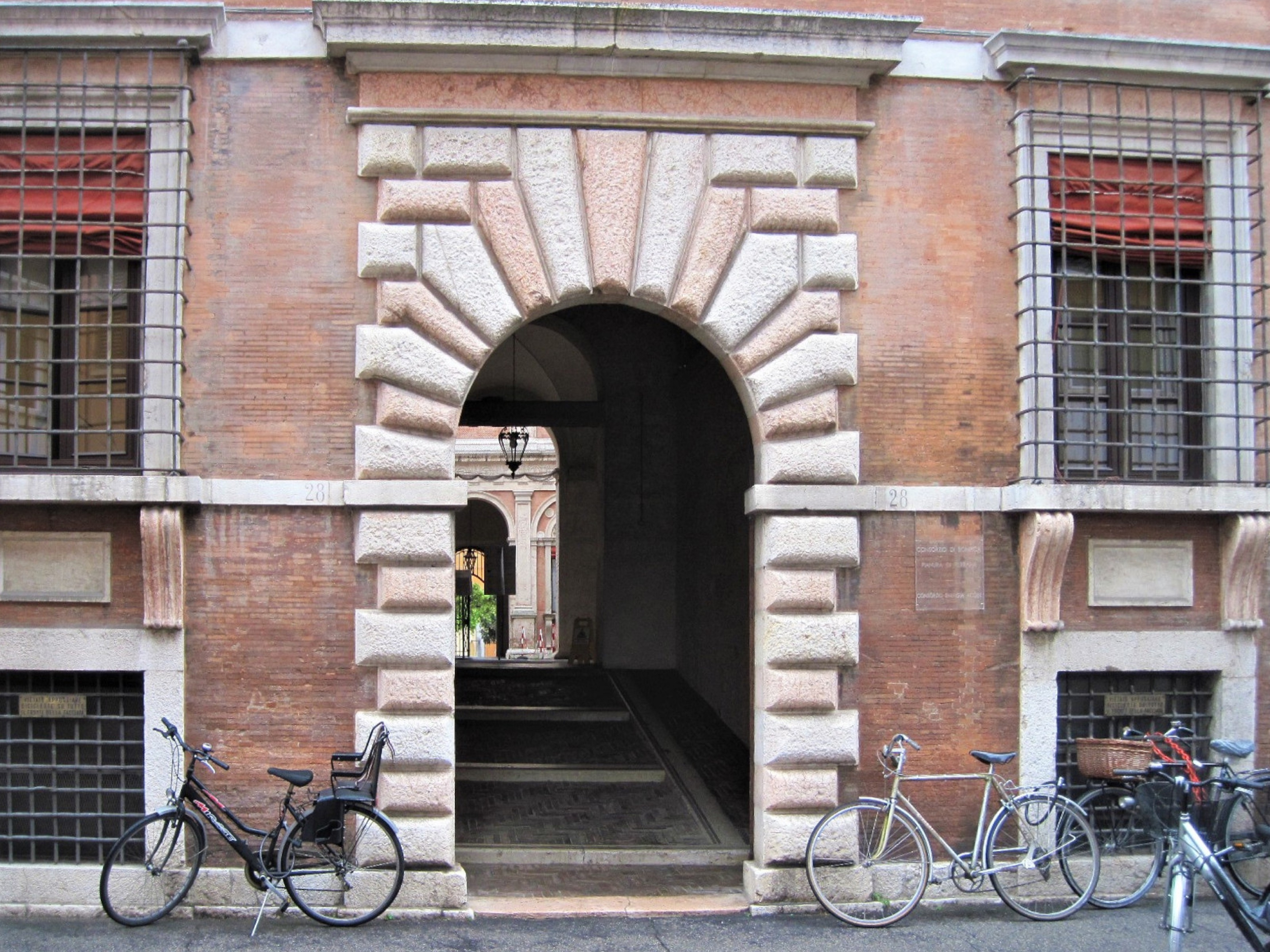
Portal des Palazzo Naselli Crispi

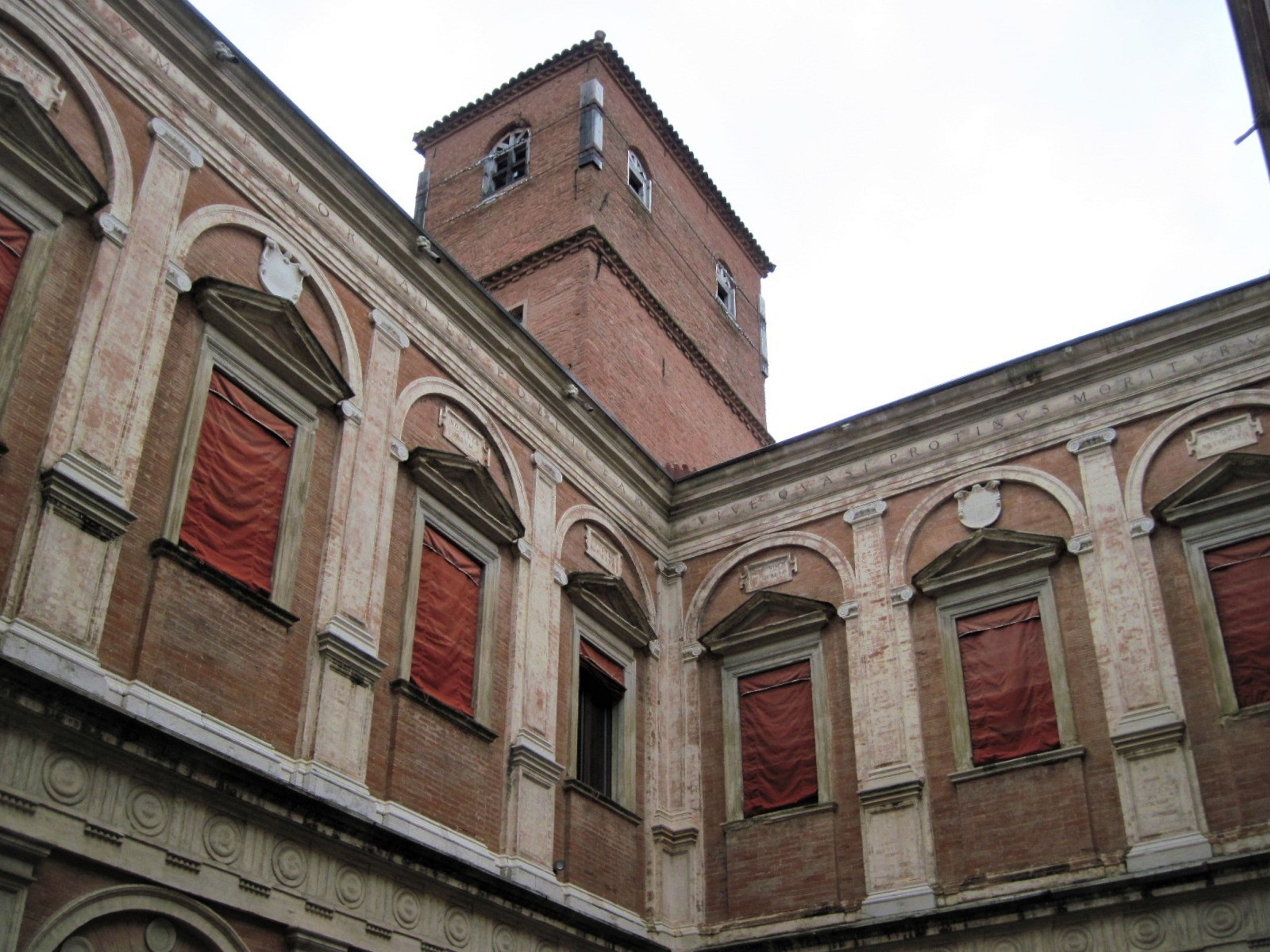
Turm des Palazzo Naselli Crispi mit den Verstärkungen, die nach dem Erdbeben in Norditalien 2012 angebracht wurden.

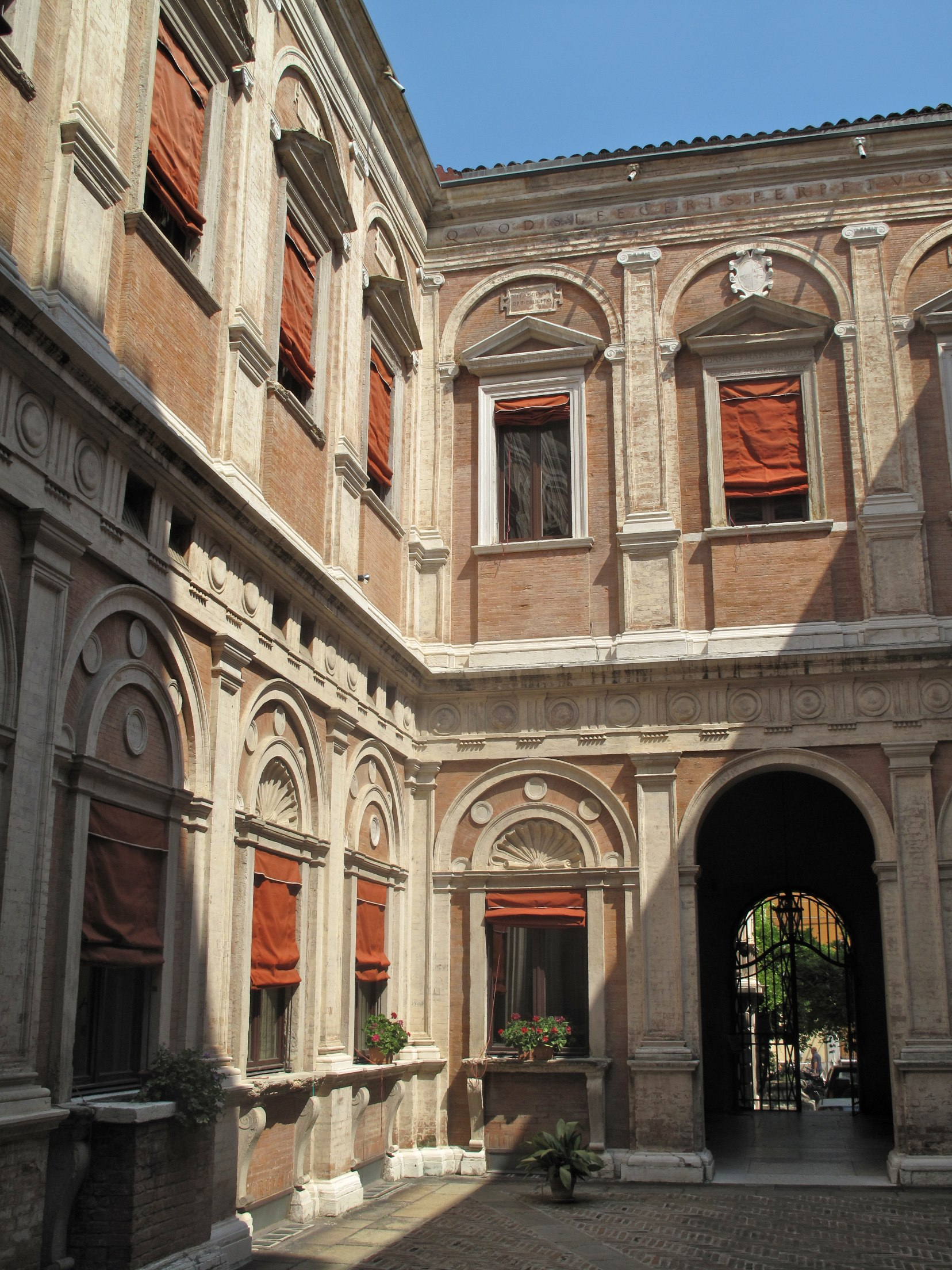
Innenhof des Palazzo Naselli Crispi

Mit dem Bau des Palastes wurde Girolamo da Carpi um 1531 von Giuliano Naselli betraut; um 1537 war das Gebäude fertiggestellt.
Er gehörte den Nasellis eine bestimmte Zeit lang, ging dann in den Besitz des Herzogs Ercole II. d’Este über und ungefähr Mitte des 16. Jahrhunderts wurde es Teil der Liegenschaften des Grafen Giovanni Maria Crispi. Später wechselte der Palast erneut mehrfach den Besitzer und Ende des 19. Jahrhunderts kaufte eine Bank aus der Romagna, die Piccolo Credito, das Anwesen und dehnte so ihre Aktivitäten auf Ferrara aus.
Diese Bank wurde in der Zwischenkriegszeit als bankrott erklärt und so gelangte der Palast erneut in andere Hände.
Der imposante Palast wurde in der Folge Sitz des Consorzio di Bonifica pianura di Ferrara.

### Erdbeben von 2012
Beim Erdbeben in Norditalien 2012 hat das Gebäude bemerkenswerte Schäden erlitten. Bei den Restaurierungsarbeiten kamen architektonische Details von Interesse ans Licht, wie z. B. keramische Teile unter den jüngeren Fußböden Dekorationen aus dem 19. Jahrhundert an den Gewölben unter den Holzverkleidungen an den Decken.

## Beschreibung
Girolamo da Carpi hatte, als er den Auftrag für das Projekt des Palastes bekam, die Möglichkeit, der Stadt der D’Estes ein Hommage zu erweisen, und gleichzeitig so weit wie möglich dem architektonischen Modell zu folgen, das er bewunderte und das mit der Römerzeit verbunden war. Er setzte an der Fassade in großem Umfang das für Ferrara typische Terrakotta ein, löste sich aber vom Bild von Ferrara und wollte dem Innenhof ein klassisches, fast bramantisches, Gepräge verleihen.
Die Fassade zur Via Borgoleoni ist durch ein monumentales Portal in weißem und rosafarbenem Marmorbossenwerk gekennzeichnet. Der Innenhof ist durch das Marcellustheater in Rom inspiriert und hat Arkaden in zwei Ordnungen. In der Eingangsvorhalle ist ein originales Fresko von Girolamo da Carpi erhalten, auf dem die „Madonna mit dem Kind“ abgebildet ist.